# Locipo
Locipo（ロキポ）は、在名民放テレビ5局が共同で運営するテレビ番組の広告付き無料配信サービスである。
本稿では2016年9月24日 - 2020年3月26日にサービスを行っていた中京テレビの『Chuun』（チューン）についても述べる。

## 概要
サービス名の由来は、ラテン語でローカルを意味する“Loci”と、英語で入口を意味する“portal”を組み合わせた造語から。
東海テレビ・中京テレビ・CBCテレビ・メ～テレ・テレビ愛知の制作する番組を1つのサービスに集約し、インターネット経由で視聴可能。なお、複数のローカル局による共同動画配信事業は、日本国内において初である。
中京広域圏（愛知・岐阜・三重の東海3県）内の民放テレビ局のうち、2023年11月時点で独立局である岐阜放送（ぎふチャン）・三重テレビ放送は参加していない。
radiko（プレミアムを除く）と異なり、配信番組の視聴にあたって国内でのエリア制限は設けておらず、配信対象番組が中京ローカルでも日本全国にて視聴可能。

## 沿革
- 2020年
  - 3月27日 - サービスの提供を開始[1]。当初は東海テレビ・中京テレビ・CBCテレビ・テレビ愛知の4局がの参加。
  - 10月 - 街を楽しむ新機能をぞくぞく搭載してパワーアップ(リニューアル)の一環として、SKE48が「Locipo新しいこと始めました！公式サポーター」に就任[3]。
- 2023年10月2日 - メ～テレ（名古屋テレビ放送）のコンテンツ配信を開始[4]。

## 配信内容
配信期間が1週間とほぼ固定されているTVerやradikoのタイムフリーと比較し、配信開始から1週間〜およそ1年と番組によって大きく異なる。また見逃し配信以外にも、1年以上前に放送された番組やオリジナル作品も配信されている。
参加する在名民放の制作番組が全て配信されるわけではなく、一部に限られている。

### カテゴリー
- 「テレビ」

在名民放5局が制作・放送した番組の見逃し配信や、ローカル情報番組のコーナーを配信する。また、オリジナル作品も含まれる。
- 「ニュース」

5局のニュースを集約。
- 「ライブ」

スポーツやイベントなどのライブ配信、災害時の臨時ライブ配信などを行う。

### オリジナル作品
SKE48
- SKE48の＃レッツSTAYHOME (テレビ愛知制作)
- SKE48月曜日の元気魂! (テレビ愛知制作)
- カミングフレーバーのかわいい+ (テレビ愛知制作)
- SKE48の名古屋4局のアナウンサーを8週連続で呼び出したった。 (Locipo制作)
- SKE48予算100万円 (中京テレビ制作)
- カミングフレーバー 全力プラス3分感！ (テレビ愛知制作)

### その他タレント
- 永野、フィンランドでキレる（2025年）[6]
- 珠代とMINAMOの令和爆モテ男子教育計画（2025年）[7]

## 視聴方法

### パソコン
WindowsではWindows 10以上かつ、ブラウザはMicrosoft EdgeまたはGoogle ChromeまたはInternet Explorer 11が必要。
MacではOS X 10.15以降かつ、ブラウザはSafariまたはGoogle Chromeが必要。
ブラウザの設定（Windows/Mac共通） は、JavaScriptの「有効」、Cookieを「受け付ける」に設定する必要がある。

### モバイル
- iOS
  - バージョン 12.4以上[8]
- Android
  - バージョン 5.0以上[8]

ブラウザの設定（iOS/Android共通） は、JavaScriptの「有効」、Cookieを「受け付ける」にする必要がある。2020年5月時点にて、「iOS 12.4以降」または「Android 4.4以降」のモバイルOSを搭載したスマートフォンとタブレットに対応したアプリを提供している。一方、Android TVなど、スマートテレビ向けのアプリは開発されていない。

## Chuun
Chuun（チューン）は、中京テレビ放送が立ち上げ、2016年9月24日 - 2020年3月26日に提供された、広告付き無料配信サービス。
前身は、中京テレビが2015年8月に「太田上田」の放送開始に伴い立ち上げた同番組の広告付き無料配信サービスであり、他番組の配信を行うために発展的解消のような形でChuunへとサービスが移行された。
Locipoのサービス開始と同時に、発展的解消のような形でLocipoへと移行。同サービス内のコンテンツも、Locipoに引き継がれている。

### 配信内容
- 3.9ch…Chuunのみで視聴できるオリジナル動画[13]。かつてない画期的なオリジナルコンテンツを制作するも時代が追いついていなかった。
- 4.1ch…地上波で放送した中京テレビ制作番組の見逃し配信やニュース配信[13]。